# Phidippus hingstoni
Phidippus hingstoni är en spindelart som beskrevs av Cândido Firmino de Mello-Leitão 1948. 
Phidippus hingstoni ingår i släktet Phidippus och familjen hoppspindlar. Inga underarter finns listade i Catalogue of Life.